# Rudolf Lucas
Rudolf Lucas (* 15. Dezember 1916 in Siegburg; † 27. August 1980) war ein deutscher Jurist und Politiker (CDU).

## Leben und Beruf
Nach dem Abitur 1935 nahm Lucas ein Studium der Rechts- und Staatswissenschaften auf, das er aber nach Ausbruch des Zweiten Weltkriegs unterbrechen musste. Er wurde als Jagdflieger eingesetzt, erlitt eine schwere Verwundung und schied daher aus der Luftwaffe aus. Anschließend setzte er sein Studium fort, das er dem ersten juristischen Staatsexamen und mit der Promotion zum Dr. jur. beendete.
Lucas trat 1946 in den hessischen Staatsdienst ein und bekleidete dort zum Schluss den Rang eines Regierungsdirektors. 1977 war er Geschäftsführer der documenta Kassel GmbH.

## Partei
Rudolf Lucas war Mitgründer der CDU im Kreis Eschwege. 1956 bis 1963 war er stellvertretender Kreisvorsitzender der CDU Kassel und ab 1950 Bezirksgeschäftsführer der CDU Nordhessen.
1946 war er Mitgründer der JU. 1948–1953 war er Bezirksvorsitzender der JU Kassel und 1953–1955 Landesvorsitzender der JU Hessen. Daneben war er Kreisvorsitzender der KPV Kassel.

## Abgeordneter
Lucas war von 1946 bis 1950 Kreistagsmitglied des Kreises Eschwege und dort Vorsitzender der CDU-Fraktion. 1947–1954 war er Stadtrat in Kassel für das Wohnungswesen. Von 1956 bis zu seinem Tode war er Ratsmitglied der Stadt Kassel und dort ebenfalls Vorsitzender der CDU-Fraktion. Dem hessischen Landtag gehörte er von 1962 bis 1974 an. Von 1972 bis 1974 amtierte er als Vizepräsident des Landtags. 1964 war Rudolf Lucas Mitglied der 4. und 1974 der 6. Bundesversammlung.

## Ehrungen
- 1973: Verdienstkreuz 1. Klasse der Bundesrepublik Deutschland[1]